# لودوار
لودوار (به لاتین: Lodwar) یک شهر در کنیا است که در استان دره ریفت واقع شده‌است. لودوار ۴۸٬۳۱۶ نفر جمعیت دارد و ۴۷۷ متر بالاتر از سطح دریا واقع شده‌است.